# پژو تیپ ۱
پژو تیپ ۱ (انگلیسی: Peugeot Type 1)
یک سه چرخه ساخت شرکت پژو است. این سه چرخه با یک موتور  بخار ۲ سیلندر کوچک  که توسط پژو در سال ۱۸۸۶ تولید شده است کار می‌کند. این نخستین خودروی پژو است که تا کنون ساخته شده است.این خودرو تنها در سال ۱۸۸۶ تولید شد. پژو تیپ ۲ جایگزین این خودرو شد. این تنها خودرو پژو با موتور بخار است.

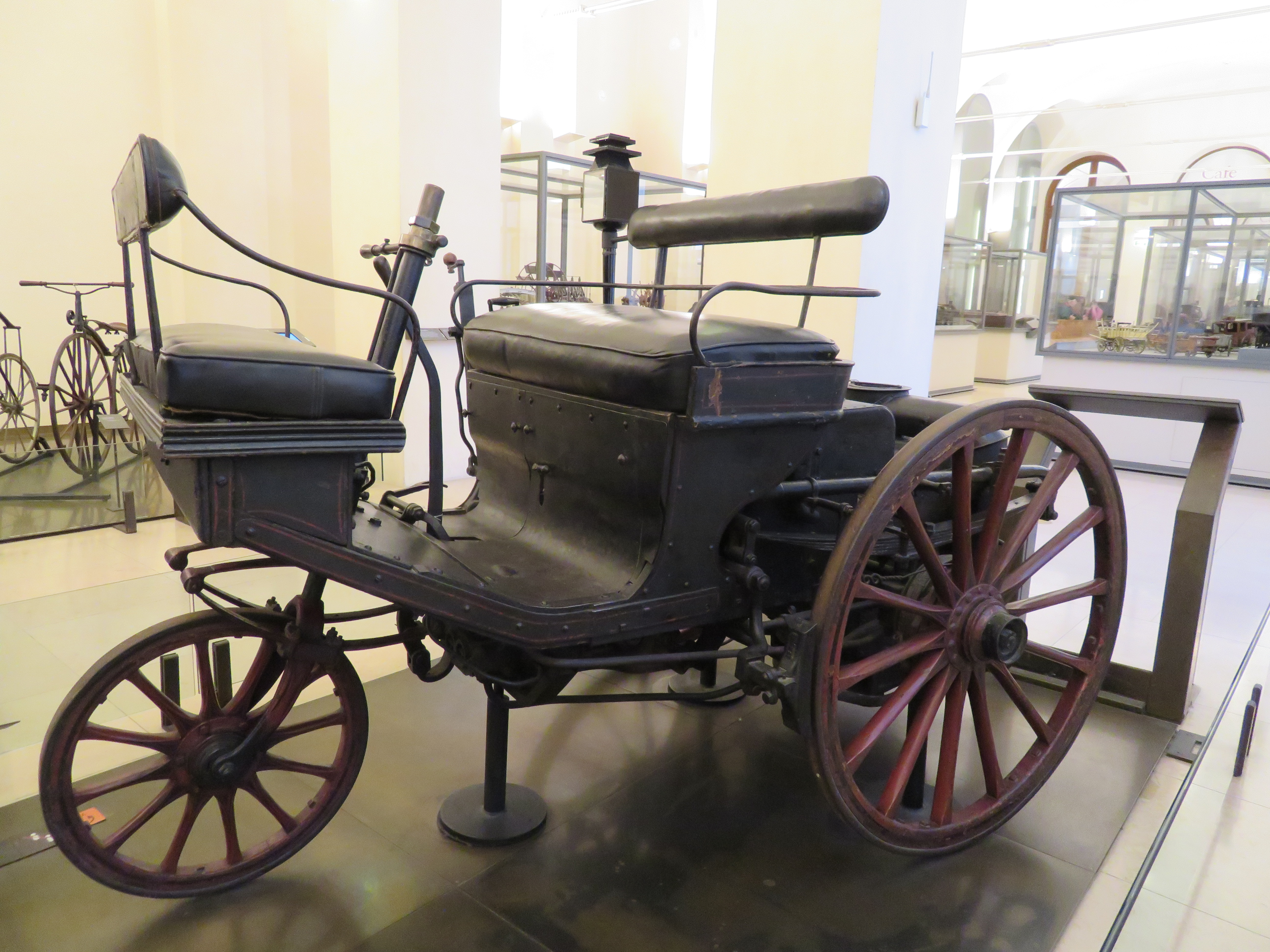